# Carl Bildt
Carl Bildt (Halmstad, Suècia, 15 de juliol de 1949) és un polític suec, primer ministre de Suècia des de 1991 fins a 1994.Va dirigir el Partit Moderat de 1986 a 1999, i va presentar-se al seu principal candidat en quatre eleccions generals, abans del seu nomenament com a ministre d'Afers Exteriors sota el primer ministre Fredrik Reinfeldt de 2006 a 2014. Bildt va entrar per primera vegada al Riksdag el 1979, ocupant un escó fins a 2001. Membre de la família Bildt, és besnét del baró Gillis Bildt, qui va ser primer ministre de Suècia de 1888 a 1889.
Bildt és conegut internacionalment com a mediador en les guerres de Iugoslàvia, servint com a enviat especial de la Unió Europea a l'antiga Iugoslàvia des de juny de 1995, copresident de la Conferència de Pau de Dayton el novembre de 1995 i alt representant per a Bòsnia i Hercegovina des de desembre de 1995 fins a Juny de 1997, immediatament després de la guerra de Bòsnia. De 1999 a 2001, va exercir com a enviat especial del secretari general de les Nacions Unides per als Balcans. Des del 2021, Bildt també és l'Enviat Especial de l'Organització Mundial de la Salut per a l'Accés a l'Accelerador d'eines COVID-19 (ACT Accelerator).